# DVB-C
Digital Video Broadcasting - Cable (DVB-C) es un sistema de transmisión digital de televisión por cable basada en el estándar europeo «ETS 300 429» de diciembre de 1994 “Digital Broadcasting Systems for Television, Sound and Data services; Framing structure, Channel coding and Modulation for Cable systems”, elaborado bajo el auspicio de la Unión Europea de Radiodifusión (UER) y el “Instituto Europeo de Estandarización de Telecomunicaciones” (ETSI).
DVB-C forma parte del estándar DVB, que define la modulación de las tramas MPEG-2 dependiendo del tipo de radiodifusión que va a tener, ya sea: satélite (DVB-S), cable (DVB-C) o VHF/UHF (DVB-T).

## Características
DVB-C presenta las siguientes características:
- Utiliza modulación de amplitud en cuadratura (QAM) de los tipos 16-QAM, 32-QAM, 64-QAM, 128-QAM y 256-QAM. Cada uno de estos números expresa la cantidad de niveles de modulación.
- El ancho de banda del canal de transmisión está comprendido de 6 a 8 MHz.
- La señal DVB-C es robusta frente al ruido, presenta una relación señal/ruido (SNR) igual a 30 decibelios (dB) ({\displaystyle SNR=30dB}).
- El hecho de que la difusión sea mediante cable, hace que la implantación de DVB-C sea complicada y de alto coste económico, y que la cobertura se limite a las redes que hay desplegadas.
- La emisión es inmune a la interferencia y los retardos son mínimos.
- Se producen ecos debido a la mala adaptación de impedancias, para evitarlos se necesita un buen corrector de errores.
- En el estándar DVB-C, juntamente con la señal de video y audio, viaja la señal de datos (DVB-SI), con la cual se puede acceder a servicios como la Guía Electrónica de Programas (EPG).
- Se puede hacer uso de la televisión interactiva, a través del estándar Multimedia Home Platform (MHP), sin necesidad de conexión a red, porque el canal de retorno será el propio cable (dependiendo de si esa opción está implementada por el emisor de la señal).

## Diagrama de bloques

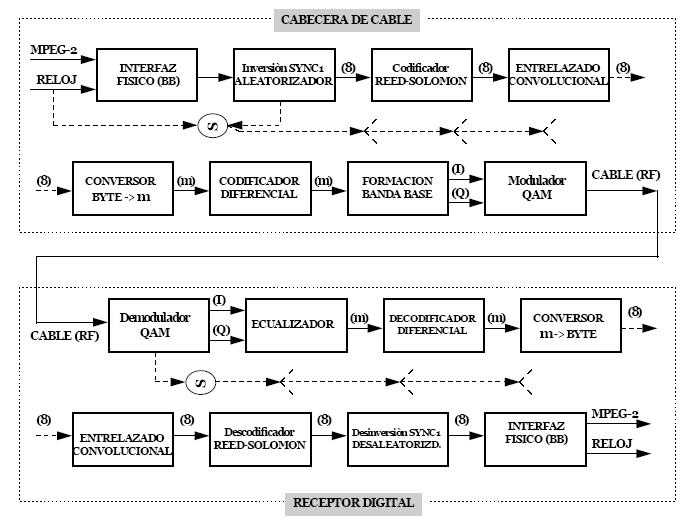
Diagrama de bloques DVB-C.

1. Aleatorización: a la entrada del canal se tiene la formación de la banda base, de acuerdo con la capa de transporte MPEG-2. A continuación, esta es sometida a un proceso de aleatorización, con el fin de conformar el espectro y que este se distribuya uniformemente, de esta manera el espectro no se concentrará en rayas espectrales periódicas, lo que acentuaría las interferencias entre símbolos. La aleatorización que se utiliza es del tipo “set-reset”.
2. Codificación: seguidamente se aplica una codificación Reed-Solomon, a fin de facilitar la detección de errores en la cadena de recepción, el código Reed-Solomon utilizado en el estándar ETS 300 429 es capaz de detectar 8 símbolos erróneos.
3. Entrelazado: una vez que los paquetes están codificados, se aplica un entrelazado convolucional, con el fin de segmentar y repartir las ráfagas prolongadas de errores, facilitando así su posterior detección y corrección en recepción. La norma ETS 300 429 especifica que el entrelazado tiene que ser de profundidad 12. La combinación de la codificación Reed-Solomon y el entrelazado convolucional permiten la detección de 96 símbolos erróneos (768 bits).
4. Conversión byte-símbolo: una vez que la señal en banda base ya está acondicionada para su transmisión, esta entra en el bloque de conversión de byte a símbolo. El número de bits por símbolo depende del número de símbolos de la constelación.
5. Codificación diferencial: a los 2 bits de más peso se les aplica una codificación diferencial, con el fin de conseguir una constelación QAM invariante en rotaciones de π / 2. Merced a esta codificación diferencial, los puntos del cuadrante primero de la constelación QAM se pueden convertir en los del cuadrante segundo, tercero o cuarto, sin más que cambiar los dos bits más significativos.
6. Filtrado: antes de la modulación QAM, y con objeto de reducir la interferencia entre símbolos, las señales I y Q se someten a un filtrado de raíz de coseno alzado, con factor de redondeo (roll-off) de 0,15.
7. Modulación: una vez filtrada la señal se modula en QAM y se envía, la constelación utilizada puede ser de 16, 32, 64, 128 o 256 símbolos. La cadena receptora hace los procesos recíprocos para obtener la señal MPEG-2 enviada.

## Países donde se utiliza DVB-C
- Albania
- Argentina
- Armenia
- Australia
- Austria
- Bielorrusia
- Bélgica
- Bosnia y Herzegovina
- Brasil
- Bulgaria
- Chile
- China
- Colombia
- Croacia
- Chipre
- República Checa
- Dinamarca
- Ecuador
- Estonia
- Finlandia
- Francia
- Alemania
- Georgia
- Gibraltar
- Groenlandia
- Hong Kong
- Hungría
- India
- Indonesia
- Irlanda
- Israel
- Kazajistán
- Letonia
- Líbano
- Liechtenstein
- Lituania
- Luxemburgo
- Macedonia del Norte
- Mali
- Malta
- Moldavia
- México
- Montenegro
- Nepal
- Países Bajos
- Nueva Zelanda
- Noruega
- Pakistán
- Perú
- Filipinas
- Polonia
- Portugal
- Rumania
- Rusia
- Serbia
- Singapur
- Eslovaquia
- Eslovenia
- España
- Sri Lanka
- Suecia
- Suiza
- República de China
- Tanzania
- Tailandia
- Turquía
- Ucrania
- Reino Unido
- Uruguay
- Vietnam
- Venezuela